# Inma Cuesta
Inmaculada Cuesta Martínez (Valencia, 25 juni 1980) is een Spaans actrice.

## Filmografie

### Film
Uitgezonderd korte films en televisiefilms.
| Filmografie als actrice |                               |
| Jaar                    | Titel                         |
| 2007                    | Café solo o con ellas         |
| 2010                    | El kaserón                    |
| 2011                    | Primos                        |
| 2011                    | Águila Roja, la película      |
| 2011                    | La voz dormida                |
| 2012                    | Grupo 7                       |
| 2012                    | Blancanieves                  |
| 2012                    | Invasor                       |
| 2013                    | 3 bodas de más                |
| 2014                    | Words with Gods               |
| 2014                    | Las ovejas no pierden el tren |
| 2015                    | La novia                      |
| 2015                    | Los miércoles no existen      |
| 2016                    | Julieta                       |
| 2016                    | Kóblic                        |
| 2018                    | Todos lo saben                |
| 2019                    | Vivir dos veces               |
| 2021                    | El páramo                     |

### Televisieseries
| Filmografie als actrice |                           |                     |
| Jaar                    | Titel                     | Aantal afleveringen |
| 2006 - 2007             | Amar en tiempos revueltos | 222                 |
| 2008                    | La familia Mata           | 5                   |
| 2008                    | Plan América              | 5                   |
| 2008 - 2009             | Chica busca chica         | 4                   |
| 2009 - 2016             | Águila Roja               | 91                  |
| 2017 - 2018             | El accidente              | 13                  |
| 2018                    | Arde Madrid               | 8                   |
| 2019                    | Criminal: Spain           | 1                   |
| 2020                    | El desorden que dejas     | 8                   |
| 2021                    | Historias para no dormir  | 1                   |

- Bibsys: 12053800
- Biblioteca Nacional de España: XX4829172
- Catàleg d'autoritats de noms i títols de Catalunya: 981058519393706706
- Gemeinsame Normdatei: 1037107047
- International Standard Name Identifier: 0000 0001 1813 9893
- Library of Congress Control Number: no2012067230
- Nationale Bibliotheek van Tsjechië: xx0174966
- Nationale Bibliotheek van Israël: 987007347691705171
- Système universitaire de documentation: 164146539
- Virtual International Authority File: 169124793
- WorldCat: E39PBJth7jhyjgWX6mjVYvhj4q